# Мањоневоло (Бјела)
Мањоневоло је насеље у Италији у округу Бијела, региону Пијемонт.
Према процени из 2011. у насељу је живело 409 становника. Насеље се налази на надморској висини од 249 м.